# جشنواره اپل میوزیک
جشنواره آی‌تیونز جشنواره موسیقی‌ای است که هرساله در راندهاوس در شهر لندن برگزار می‌شود. این جشنواره موسیقی معمولاً به مدت یک‌ماه برگزار شده و شرکت اپل اسپانسر آن است.
این جشنواره از سال ۲۰۰۷ به شکل سالانه برپا است و بلیط‌های آن به شکل رایگان در اختیار اعضای سایت آی‌تیونز قرار می‌گیرد. البته لازم است درخواستی برای بلیط توسط سایت آی‌تیونز یا برنامه نرم‌افزاری مربوط توسط کاربران ارسال شود.
پخش کنسرت‌های این مراسم نیز به شکل رایگان است و بعد از اتمام مراسم نیز پخش آن به شکل محدود هم در آی‌تیونز و هم در اپل تی‌وی انجام می‌گیرد.

## پیوند
- وب‌گاه رسمی جشنواره موسیقی اپل